# اچ‌ام‌اس بوادیکا (۱۸۷۵)
اچ‌ام‌اس بوادیکا (۱۸۷۵) (به انگلیسی: HMS Boadicea (1875)) یک کشتی بود که طول آن ۲۸۰ فوت (۸۵ متر) بود. این کشتی در سال ۱۸۷۵ ساخته شد.